# Stare Brynki
Stare Brynki [ˈstarɛ ˈbrɨnki] (tiếng Đức: Brünken)  là một ngôi làng thuộc khu hành chính của Gmina Gryfino, thuộc hạt Gryfino, West Pomeranian Voivodeship, ở phía tây bắc Ba Lan, gần biên giới Đức. Nó nằm khoảng 8 kilômét (5 mi)   phía đông bắc Gryfino và 14 km (9 mi) phía nam thủ đô khu vực Szczecin.